# 網田村
網田村（おうだむら）は、熊本県宇土郡にあった村。

## 地理
- 有明海
- 雄岳

## 歴史
- 1889年（明治22年）4月1日 - 長浜村、網田村、下網田村、戸口浦村、赤瀬村が合併して発足。
- 1958年（昭和33年）10月1日 - 宇土町に編入、市制施行し宇土市となる。

## 学校
- 網田村立網田小学校
- 網田村立網田中学校